# Cao Lãm
Cao Lãm (tiếng Trung: 高覽; bính âm: Gao Lan; ? - ?) hay Cao Hoán (tiếng Trung: 高奂), không rõ tên tự, là một tướng lĩnh dưới trướng quân phiệt Viên Thiệu cuối thời Đông Hán trong lịch sử Trung Quốc.

## Tiểu sử
Không rõ quê quán, xuất thân của Cao Lãm, chỉ biết Lãm là bộ tướng của Viên Thiệu, không rõ chức vụ.
Năm 200, trong trận Quan Độ, khi kho lương Ô Sào bị tấn công, mưu sĩ Quách Đồ kiến nghị với Viên Thiệu cho quân đánh lén trại Tào Tháo. Viên Thiệu nghe theo, phái Cao Cán cùng Trương Cáp dẫn kỵ binh nhẹ tấn công nhưng thua trận.
Khi hai tướng dẫn quân về, Quách Đồ lại đổ trách nhiệm cho Cao Lãm, Trương Cáp không tận lực, buộc hai người dẫn quân đầu hàng Tào Tháo. Hậu Hán thư chỉ ghi lại hai người thua trận nên đầu hàng, không nhắc tới chuyện bị hại như trong Tam quốc chí. Về sau không còn ghi chép.

## Trong văn hóa
Trong tiểu thuyết Tam Quốc Diễn Nghĩa của La Quán Trung, Cao Lãm xuất hiện ở hồi 31, là mãnh tướng dưới trướng Viên Thiệu, theo Thiệu ra quân Quan Độ, chiến đấu dũng cảm, từng đánh ngang tay với Hứa Chử, Từ Hoảng.
Khi tướng của Viên Thiệu là Hàn Mãnh đem xe lương đến trại Viên Thiệu thì bị tướng Tào là Từ Hoảng, Sử Hoán đem quân ra chẹn đường. Từ Hoảng thúc quân vào đốt sạch cả mấy nghìn cỗ xe. Viên Thiệu sai Trương Cáp, Cao Lãm đi cứu nhưng bị quân Tào đánh bại. Sau khi kho lương Ô Sào mất, hai người sợ tội nên hàng quân Tào. Tào Tháo phong cho Cao Lãm làm Thiên tướng quân tước Đông Lai hầu.
Khi Lưu Bị khởi binh ở Nhữ Nam, Cao Lãm theo Hạ Hầu Uyên trấn áp. Cao Lãm chiếm được thành, truy sát Lưu Bị. Lưu Tích liều mình cứu giúp, bị Cao Lãm đâm chết. Khi Cao Lãm sắp đuổi kịp Lưu Bị thì Triệu Vân xuất hiện, đâm chết Cao Lãm.
Trong truyền kỳ dân gian, Cao Lãm cùng Nhan Lương, Văn Xú, Trương Cáp được gọi là bốn cột trụ của Hà Bắc (Hà Bắc tứ đình trụ).